# My Name Is Joe
Pour plus de détails, voir Fiche technique et Distribution.
My Name Is Joe est un film britannique de Ken Loach sorti en 1998. Ce film fut présenté en compétition à Cannes lors du Festival en 1998. Peter Mullan remporta le prix d'interprétation masculine.

## Synopsis
Dans les quartiers défavorisés de Glasgow, Écosse, après une thérapie de groupe où il a témoigné de sa déchéance, Joe, un ancien alcoolique de 37 ans au chômage, se rend à un match de football amateur. Pendant le ramassage des membres de l'équipe qu'il entraîne bénévolement, il fait la connaissance de Sarah, une assistante sociale, venue rendre visite à Liam, Sabine et leur fils Scott, une famille ayant des problèmes de drogue qu'elle accompagne. Après la rencontre sportive, Joe retrouve Sarah par hasard sur un parking alors qu'elle laisse échapper des rouleaux de papier peint de son véhicule. Joe lui propose illico de tapisser lui-même son appartement. Au cours du travail qu'il exécute avec son vieil ami Shanks, Joe laisse exploser sa colère sur la voiture d'un inspecteur du travail venu le surveiller.
Après que les indemnités-chômage de Joe ont été suspendues pendant une semaine, celui-ci court remercier Sarah pour avoir témoigné en sa faveur. La soirée qu'ils passent ensuite ensemble scelle le début de leur aventure amoureuse. Pendant ce temps, Liam est victime du harcèlement de la mafia locale. McGowan, le chef de la bande entend récupérer les 2 000 livres que lui et sa femme lui doivent. Sabine, de son côté, accumule les problèmes : elle est exclue de son centre de soins et se prostitue pour pouvoir s'acheter de l'héroïne. Las d'attendre son argent, McGowan prend Liam en otage. Joe, venu à son secours, accepte de convoyer de la drogue pour apurer la dette.
Alors que Sarah apprend qu'elle est enceinte de Joe, elle découvre la vérité sur ses activités et décide de le quitter. Celui-ci pousse Liam à s'enfuir avec sa famille pour échapper à McGowan et rompt de son côté son accord avec celui-ci. Mais, une violente bagarre éclate et McGowan, furieux, se lance aux trousses de Liam et Joe. Pris de panique, Liam trouve refuge chez Joe et se suicide.
Joe et Sarah se retrouvent à l'enterrement du jeune homme et en repartent ensemble.

## Fiche technique
- Titre : My Name Is Joe
- Réalisation : Ken Loach
- Scénario : Paul Laverty
- Musique : George Fenton
- Photographie : Barry Ackroyd
- Montage : Jonathan Morris
- Décors : Martin Johnson
- Production : Rebecca O'Brien
- Société de production : ARD Degeto Film, Arte, Alta Films, Channel Four Films, Diaphana Films, Parallax Pictures, Road Movies Vierte Produktionen et Tornasol Films
- Société de distribution : Diaphana Films (France)
- Pays de production :  Royaume-Uni,  Allemagne,  France et  Espagne
- Genre : drame et romance
- Durée : 105 minutes
- Dates de sortie : 
  - France : 14 octobre 1998
  - Royaume-Uni : 20 novembre 1998

## Distribution
- Peter Mullan (VF : Gabriel Le Doze) : Joe Kavanagh
- Louise Goodall : Sarah Downie
- David MacKay (en) : Liam
- Anne-Marie Kennedy : Sabine
- David Hayman : McGowan
- Gary Lewis : Shanks
- Lorraine McIntosh : Maggie
- Scott Hannah : Scott

## Distinctions
- British Independent Film Awards - Meilleur film
- Festival de Cannes 1998 : Prix d'interprétation masculine pour Peter Mullan